# Shimano Dura-Ace

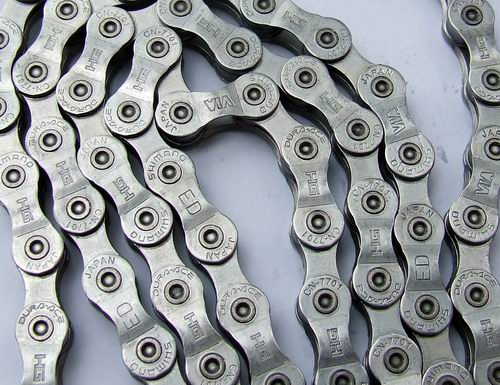
Łańcuch Dura-Ace

Dura-Ace – grupa osprzętu szosowego japońskiego producenta Shimano. Dura-Ace jest najwyższą grupą w hierarchii. Osprzętu grupy Dura-Ace używają kolarze zawodowych grup kolarskich jak i osoby uprawiające kolarstwo amatorsko.
Przerzutki Dura-Ace obsługują kasety 9, 10, 11 i 12 rzędowe (9speed, 10speed, 11speed, 12speed).
Szosowe łańcuchy grupy Dura-Ace są odpowiednikami górskich XTR.